# جلال‌آباد (زرند)
جلال‌آباد (زرند)، روستایی از توابع بخش یزدان آباد شهرستان زرند در استان کرمان ایران است.

## جمعیت
این روستا در دهستان یزدان آباد قرار دارد و براساس سرشماری مرکز آمار ایران در سال ۱۳۸۵، جمعیت آن ۱٬۹۰۲ نفر (۴۴۳خانوار) بوده‌است.